# Le Chti
Pour les articles homonymes, voir Ch'ti.
Le Chti est le guide des meilleures adresses du Grand Lille, réalisé par des étudiants de l'École des Hautes Études commerciales du Nord depuis 1973. Il est distribué gratuitement lors d'un week-end de distribution Place de la République à Lille chaque année à la fin mars et tout au long de l'année dans toutes les villes environnantes. Il a été créé à l'image de son prédécesseur Le Petit Paumé, fondé en 1968 par des étudiants de l'EMLYON Business School. Il est aujourd'hui distribué à 200 000 exemplaires et son lectorat est évalué à 1 million de personnes.
Guide généraliste, on[Qui ?] y trouve des adresses diverses : restaurants, établissements de la nuit, activités de culture et de loisir, commerces en tous genres, etc. Il se compose de 304 pages de bons plans, répartis en quatre rubriques : Lille Pratique, Lille le Jour, Lille à Table et Lille la Nuit. 
La distribution du Chti fait l'objet tous les ans de manifestations dans le centre-ville de Lille et dans toute la métropole lilloise.

## Historique
L'association l'Apprenti Chtimi, qui édite le Chti, est fondée en 1973. La première édition du guide paraît en 1974. Imprimé en 20 000 exemplaires, le guide était distribué gratuitement pendant la première année, avant de devenir payant en 1975.
En 1986, 80 000 exemplaires sont tirés, et le guide retrouve sa gratuité.
Le Chti présente pour la première fois un thème[Lequel ?] en 1994.
La barre des 200 000 exemplaires est franchie en l'an 2000, année du lancement du site web consacré au guide.
Le 4 juin 2011, Le Chti est élu Meilleur Guide Touristique de France aux City Guide Awards organisées par l'association Publicity à Toulouse.
L'application du Chti est mise en ligne en 2015 et donne la possibilité de réserver en ligne.
En 2020, le Chti lance #neperdonspasleNord, une campagne de soutien aux acteurs économiques du Nord touchés par la crise économique liée à la pandémie de Covid-19. Pendant le confinement de novembre 2020, l'association offre de la visibilité aux initiatives des commerçants et lance une campagne de financement participatif.
En 2023, Le Chti sort sa 50ème édition et fête le bicentenaire du guide. Pour l'occasion, l'association organise son plus grand week-end de lancement, à la Citadelle. 

### Déclinaisons du guide
Une version anglophone du guide est créée sous le nom de EasyLille en 2003, puis en 2005 l'association lancera le guide Chtite Canaille pour les familles. Le guide est alors distribué Place de la République à Lille.
En 2014, une publication destinée aux étudiants est lancée sous le nom de Chti Étudiant.

## L'équipe éditant Le Chti
L’Apprenti Chtimi, qui édite le Chti, est une association régie par la loi du 1er juillet 1901.
Créée par des étudiants de l’EDHEC en 1973, elle est depuis exclusivement composée d'une soixantaine de membres bénévoles appartenant à cette école[source insuffisante].

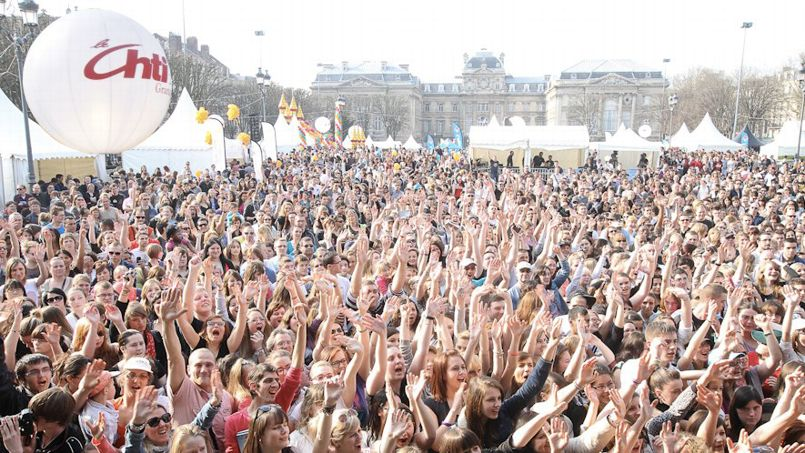
Village de lancement du Chti - Place de la République à Lille

Pour sa 41e édition, Le Chti 2014 a été distribué le week-end du 22 et 23 mars, place de la République à Lille. Un concert gratuit organisé par Virgin a rassemblé plus de 3000 personnes...

## Financements
Le Chti est tiré à 200 000 exemplaires annuels.[réf. souhaitée]

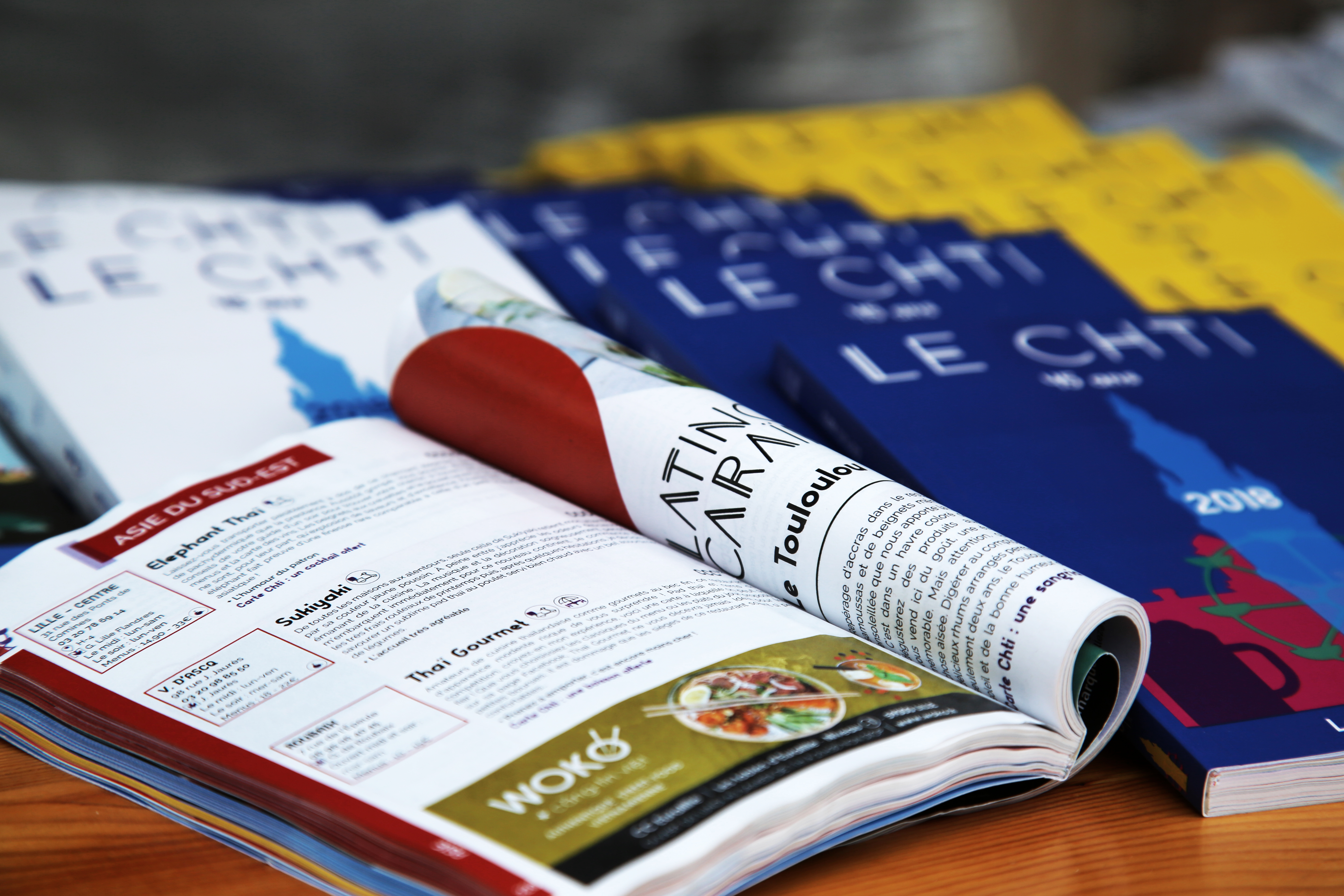
Édition 2018 du Chti

En 2003, l'équipe a décidé de créer le guide EasyLille pour les touristes anglophones. En 2010, sa publication a finalement été abandonnée pour se concentrer sur Chtite Canaille (pour les familles, publié depuis 2005) et Le Chti, ainsi que sur les supports numériques.  
Le Chti est gratuit, il se finance uniquement par la publicité. Lors du week-end de la distribution les lillois sont encouragés à effectuer un don destiné à une association caritative : la Grande Cause.

### La Grande Cause
Depuis 1986, l'équipe du Chti choisit et soutient une association humanitaire implantée dans la région Nord[source insuffisante]. La totalité des dons récoltés lors de la distribution grand public est reversée à l'association en question.
| Année | Grande Cause                         | Thème du guide                         |
| ----- | ------------------------------------ | -------------------------------------- |
| 1986  | UNICEF                               |                                        |
| 2002  | Ensemble contre le Sida              | Les Mille et une nuits                 |
| 2003  | Les clowns de l'Espoir               | Médiéval, Les 30 ans du Chti!          |
| 2005  | Secours populaire français           | Gangsters, Jazz et Cabaret             |
| 2006  | Association Petits Princes           | Souvenirs de vacances                  |
| 2007  | Reporters sans frontières            | Le Chti Président!                     |
| 2008  | Fondation de Lille                   | Pourquoi Pô?                           |
| 2009  | Fondation Abbé Pierre                | Le Chti Porte Bonheur                  |
| 2010  | Association Laurette Fugain          | Histoire                               |
| 2011  | Noël Heureux avec Eux                | Le Chti Cinéma                         |
| 2012  | Capucine                             | Le Chti Ne Perd pas le Nord            |
| 2013  | Association Grégory Lemarchal        | Les 40 ans du Chti                     |
| 2014  | Fondation pour la recherche médicale |                                        |
| 2015  | Secours populaire français           |                                        |
| 2016  | AMREF                                |                                        |
| 2017  | UNICEF                               |                                        |
| 2018  | ELA                                  | Le Chti annonce la couleur             |
| 2019  | Abej Solidarité                      | Le Chti 100% recyclé et recyclable     |
| 2020  | Les 111 des Arts de Lille            | Mettez de l'extra dans votre ordinaire |
| 2021  | Les 111 des Arts de Lille            | Tout est encore possible               |
| 2022  | Action contre la Faim                | Escapade au cœur du Nord               |
| 2023  | Les Restos du Coeur                  | 50 ans sur Grand Ecran                 |
| 2024  | Les Restos du Coeur                  | Au fil des saisons                     |

## Polémiques
Le Chti a pu créer des polémiques par le passé. 
En 2011, la rubrique nocturne du guide s'est fait remarquer pour son racisme ordinaire. Dans la section « Lille Vice City », les étudiants proposaient aux lecteurs différents défis, comme par exemple, se promener la nuit dans Wazemmes avec un smartphone, et de repartir « comme [ils étaient] venus ». L'équipe éditoriale du guide a publié un communiqué de presse dans lequel elle « assum[e] vouloir échapper l’espace d’une page au « politiquement correct » » tout en se défendant de toute « allusion à des origines sociales, ethniques ou religieuses » et « présent[e] à nouveau [ses] excuses aux personnes choquées par les propos en question »[source insuffisante].
La quarantième édition a elle aussi suscité l'émoi à la page 39, page listant la page des radios de la métropole et leur apposant une phrase potache. C'est la ligne sur la radio Pastel FM qui a déclenché la polémique. En effet, il y est marqué "Pastel FM: 50 nuances de gris". La radio a porté plainte pour injure à caractère raciste. La rédaction du Chti répond qu'il s'agit d'une formule maladroite, aucunement à caractère raciste, mais faisant bien référence au best-seller Cinquante nuances de Grey (Fifty Shades of Grey). Le Chti a été finalement relaxé, le tribunal correctionnel de Lille jugeant que l'association étudiante était de bonne foi.